# Basselinia tomentosa
Espèce
Statut de conservation UICN

 NT  : Quasi menacé
Basselinia tomentosa est une espèce de plantes de la famille des Arecacées.